# Герб Даларны
Герб Даларны (швед. Dalarnas vapen) — символ исторической провинции (ландскапа)
Даларна, Швеция. Также употребляется как официальный символ современного лена Даларна.

## История
На печати Даларны с первой половины XV в. изображены топор и лук.  С 1525 на печати фигурируют в щите два положенные накрест стрелы и корона. Колористика этого герба известна с описания похорон короля Густава Вазы 1560.
Как герб лена Коппарберг этот знак утверждён в 1936 году. В 1997 году лен переименован в Даларна.

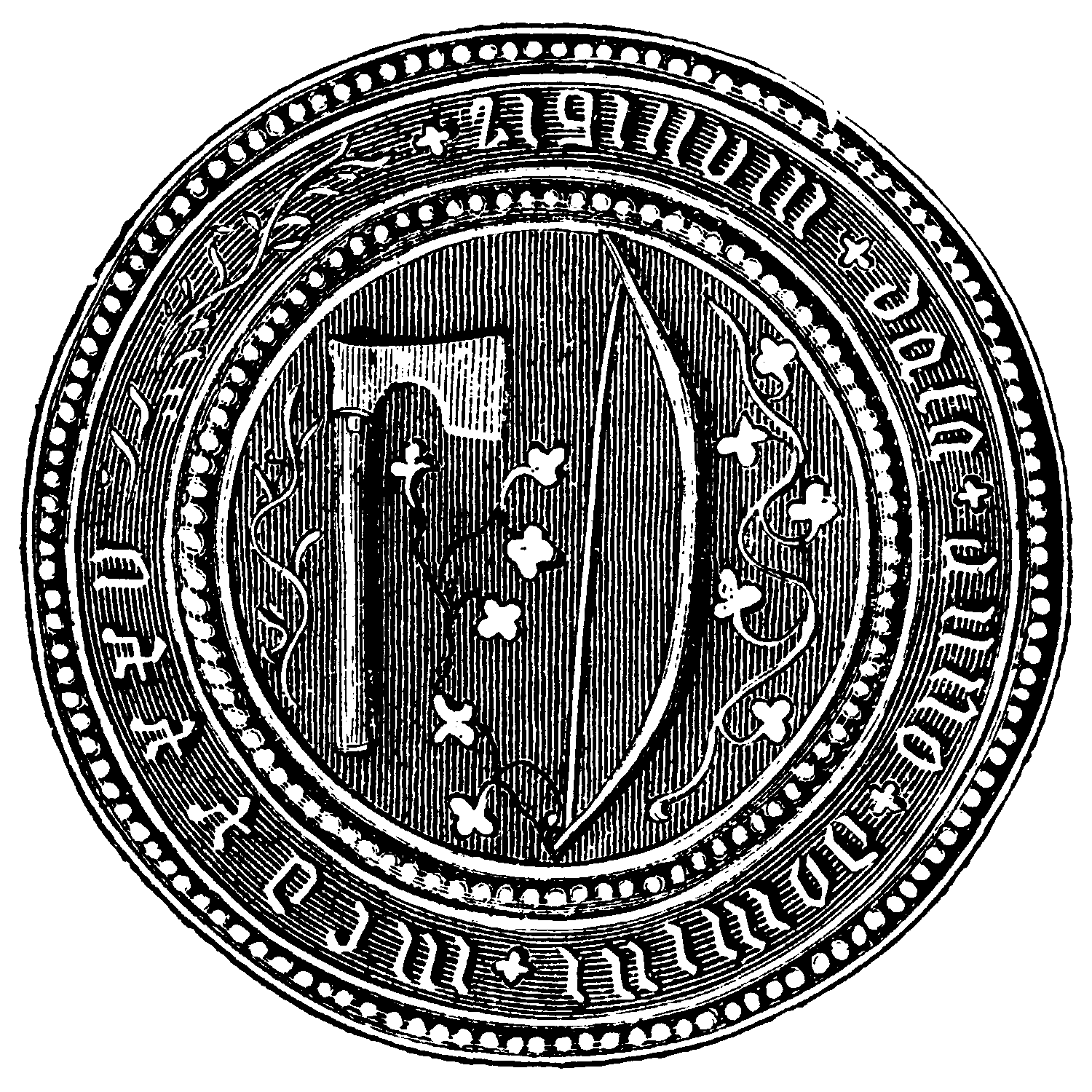
Печатка Даларны (XV в.)
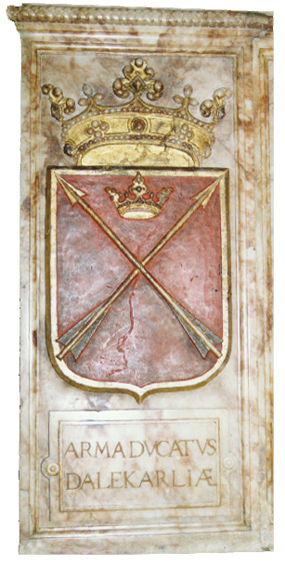
Герб Даларны на надгробии Густава Вазы

## Описание (блазон)
В лазоревом поле положенные накрест золотые стрелы с серебряными наконечниками вверх, над ними — золотая корона.

## Содержание
Герб ландскапа может увенчиваться герцогской короной. Герб лена может использоваться органами власти увенчанный королевской короной.

Герб ландскапа с герцогской короной
Герб лена с королевской короной